# Донская Балка (Одесская область)
Донская Балка (укр. Донська Балка) — село, относится к Березовскому району Одесской области Украины. Расположено на реке Тилигул при впадении ручья Старая Донская.
Население по переписи 2001 года составляло 59 человек. Почтовый индекс — 67351. Телефонный код — 4856. Занимает площадь 0,595 км². Код КОАТУУ — 5121285105.

## Местный совет
67351, Одесская обл., Березовский р-н, с. Степановка, ул. Котовского, 16.